# مدرسة أوكلاند الثانوية للبنات

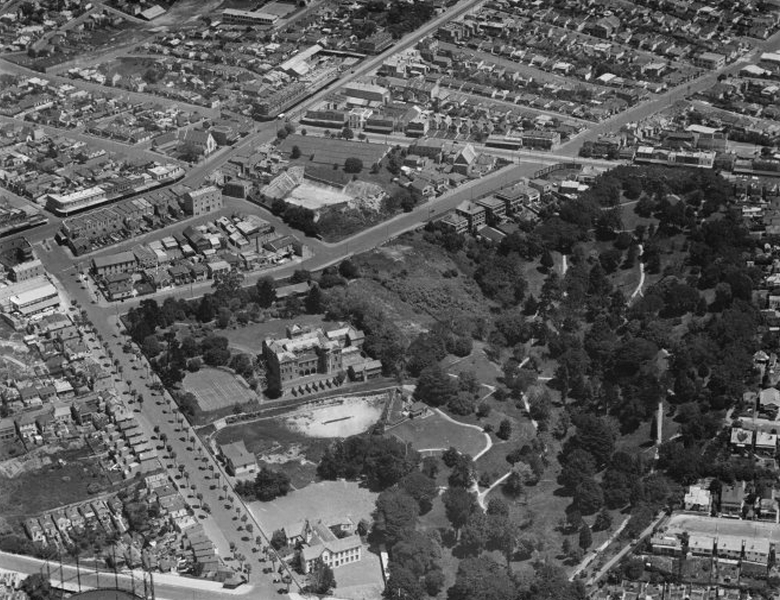
المدرسة كما ظهرت من الجو سنة 1934

مدرسة أوكلاند الثانوية للبنات (بالإنجليزية: Auckland Girls' Grammar School)‏ وتُختصر إلى AGGS هي مدرسة ثانوية للفتيات في نيوزيلندا، تقع في نيوتن ضمن منطقة الأعمال المركزية في أوكلاند. تأسست عام 1878 تحت اسم مدرسة أوكلاند الثانوية للبنات، مما يجعلها واحدة من أقدم المؤسسات الثانوية في البلاد. أُغلق موقع المدرسة مؤقتًا عام 1888 بسبب صعوبات مالية، وأُقيمت الفصول الدراسية للفتيات في مدرسة أوكلاند الثانوية حتى عام 1909، عندما انتقلت المدرسة إلى مبنى جديد في شارع هاو. بعدها، تغيّر اسمها رسميًا إلى مدرسة أوكلاند الثانوية للبنات. في عام 2000، حصلت المدرسة على جائزة جودمان فيلدر لأفضل مدرسة وأفضل مدرسة ثانوية في نيوزيلندا.
صُنِّف المبنى الرئيسي كمكان تاريخي من الفئة 2.

## التركيبة السكانية
بلغ عدد الطالبات المسجلات في مدرسة أوكلاند الثانوية للبنات 1030 طالبة في عام 2018، وكانت نسبة الإناث 100%. بلغ عدد الطالبات الدوليات 22 طالبة. كان التكوين العرقي للمدرسة على النحو التالي: 23% ماوري، 23% ساموا، 16% تونجا، 3% نيوزيلندي أوروبي (باكيها)، 13% آسيوي، 6% نيوي، و6% هندي.

## خريجات بارزات
- فرانكي آدامز – ممثلة.[10]
- زوي بيل – ممثلة.[11]
- دوروثي باتلر – مؤلفة.[12]
- كايلا كولين – رياضية.[12]
- غلريز قهرمان – سياسية وعضوة برلمان سابقة.[12]
- أني أونيل – فنانة.[12]

## مديرات المدارس
- آني وايتلو (1875–1966): 1906–1910[13][5]

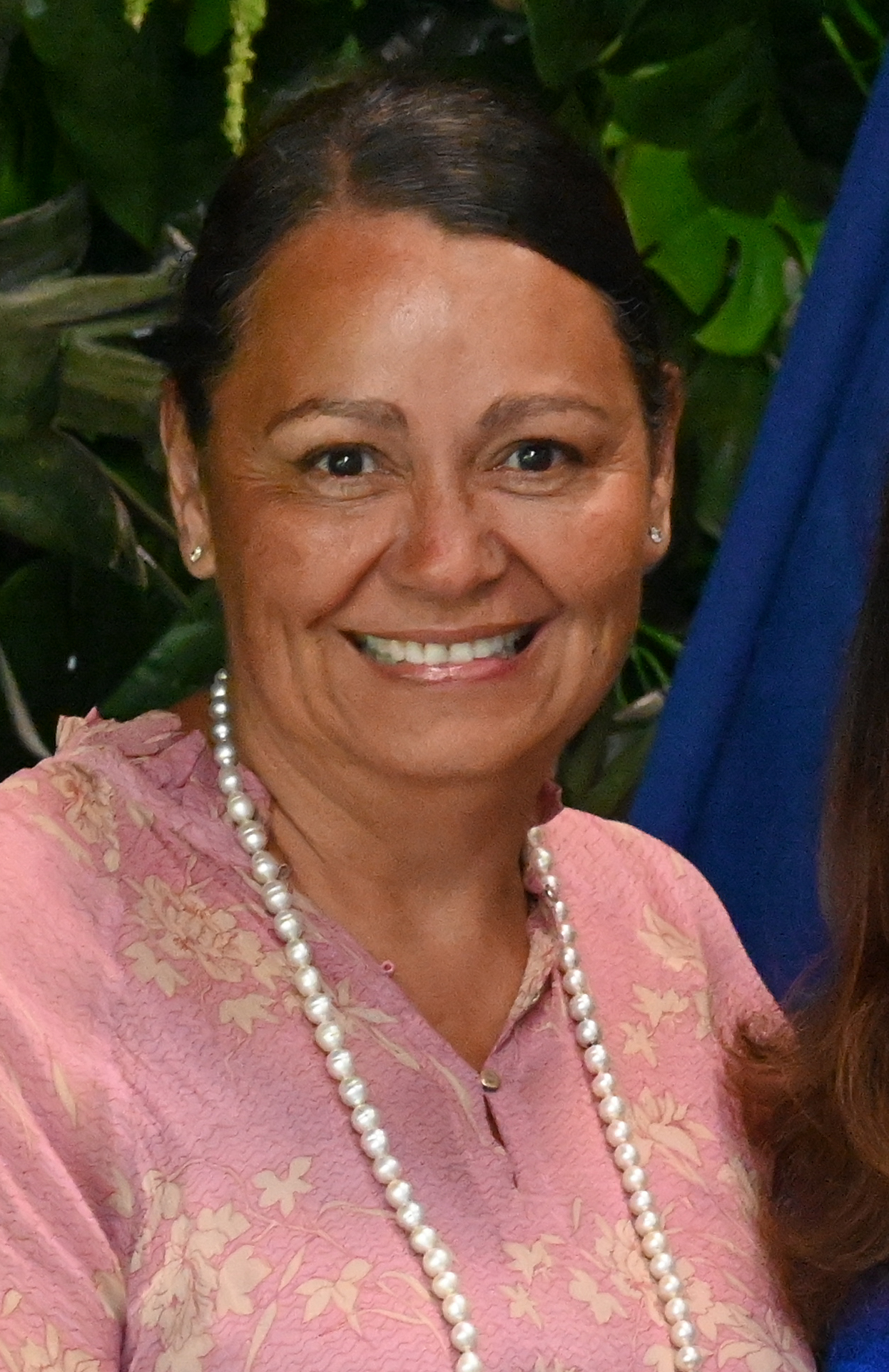
نجاير اشمور في عام 2022

- بلانش بتلر (توفيت عام 1967): 1911–1921[14]
- روا جاردنر (1901-1972): 1944-1967
- لويز جاردنر (حوالي 1916-2006): 1967-1978[15]
- شارمين بونتني : 1978-1988[16]
- نجير آشمور (ولدت حوالي عام 1967): 2017–حتى الآن[17][18]

## روابط خارجية
- معلومات وزارة التربية والتعليم